# Laihasaari
Laihasaari är en ö i Finland. Den ligger i sjön Saimen och i kommunen Puumala i den ekonomiska regionen  S:t Michel och landskapet Södra Savolax, i den södra delen av landet, 220 km nordost om huvudstaden Helsingfors. Öns area är 51,2 hektar och dess största längd är 1,1 kilometer i nord-sydlig riktning.